# 11. Panzer-Division
L'11. Panzer-Division (11ª divisione corazzata) era una divisione corazzata della Wehrmacht costituita dopo la fine della campagna di Francia che combatté durante la seconda guerra mondiale prima nei Balcani, poi sul fronte orientale e, nel 1944-1945, su quello occidentale.
Divisione corazzata famosa per il valore, l'audacia e le fulminee avanzate, esponeva sui suoi mezzi una spettacolare insegna di battaglia (un fantasma armato di spada) e divenne celebre come Gespenster-Division - divisione fantasma - (la seconda formazione della Wehrmacht ad essere così soprannominata dopo la 7. Panzer-Division di Erwin Rommel in Francia nel 1940). Tra i suoi ufficiali, nomi prestigiosi furono: Hermann Balck, Ludwig Crüwell, Gustav-Adolf Riebel, Theodor von Schimmelmann, Meinrad von Lauchert, Horst von Usedom e Wend von Wietersheim.

## Storia
| Luogo                            | Periodo                        |
| Germania                         | agosto 1940 - marzo 1941       |
| Balcani                          | marzo 1941 - maggio 1941       |
| Fronte orientale, settore sud    | giugno 1941 - settembre 1941   |
| Fronte orientale, settore centro | settembre 1941 - aprile 1942   |
| Fronte orientale, settore sud    | aprile 1942 - agosto 1942      |
| Fronte orientale, settore centro | agosto 1942 - ottobre 1942     |
| Fronte orientale, settore sud    | novembre 1942 - giugno 1944    |
| Francia                          | giugno 1944 - settembre 1944   |
| Alsazia                          | settembre 1944 - dicembre 1944 |
| Ardenne                          | dicembre 1944 - gennaio 1945   |
| Germania                         | gennaio 1945 - maggio 1945     |

### Invasione dei Balcani e operazione Barbarossa
L'11. Panzer-Division venne costituita il 1º agosto 1940 a Görlitz nel Wehrkreis VIII (8º distretto militare, in Slesia) a partire dalla 11. Schützen-Brigade (brigata di fanteria meccanizzata che si era distinta durante la campagna di Francia) e dal 15. Panzer-Regiment (appartenente alla 5. Panzer-Division) con elementi provenienti anche dalle divisioni di fanteria 231., 311. e 209., nel quadro del programma della Wehrmacht di raddoppio delle formazioni corazzate operative. La divisione, forte di 45 Panzer II, 51 Panzer III, 16 Panzer IV e 14 Panzerbefehlswagen (carri comando disarmati) e guidata dall'energico generale Lüdwig Crüwell venne impegnata per la prima volta nella primavera 1941 durante l'invasione dei Balcani: assegnata al XIV Panzerkorps schierato in Bulgaria, mostrò subito il suo valore con un'avanzata velocissima in direzione della capitale jugoslava Belgrado. Dopo aver travolto facilmente a partire dall'8 aprile 1941 la resistenza del nemico, i panzer decorati con l'immagine del fantasma avanzarono da sud, raggiunsero e conquistarono in pochi giorni la capitale (13-14 aprile), congiungendosi con altre colonne motorizzate tedesche provenienti da nord-est. La 11ª Panzer ottenne grande fama, e numerosi "reportages" della propaganda del Terzo Reich esaltarono enfaticamente i brillanti risultati raggiunti dai suoi carri armati e dai suoi comandanti (tra cui il colonnello Gustav-Adolf Riebel e il maggiore Theodor von Schimmelmann del 15. Panzer-Regiment).

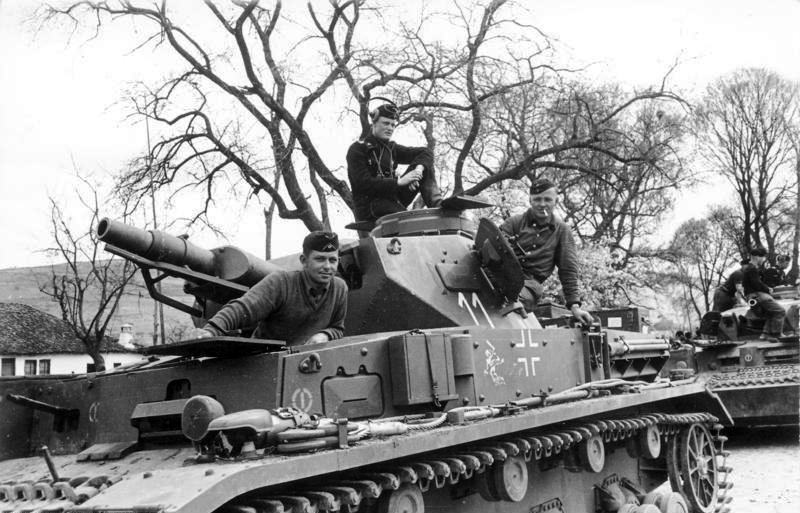
Un Panzer IV dell'11. Panzer-Division durante l'avanzata in Jugoslavia. È ben visibile il simbolo del fantasma

Nuovi e maggiori impegni attendevano la formazione corazzata sul fronte orientale; il 22 giugno 1941 le colonne corazzate tedesche sferrarono l'attacco generale all'est: l'11ª Panzer entrò in campo - dotata di 44 Panzer II, 24 Panzer III (cannone 37 mm/L45), 47 Panzer III (cannone 50 mm/L42), 20 Panzer IV e 8 Panzerbefehlswagen. - nel settore meridionale, assegnata XXXXVIII Panzerkorps del Panzergruppe 1 del generale von Kleist, insieme alla 16. Panzer-Division. La divisione si lanciò in avanti verso Dubno e dovette affrontare subito i violenti contrattacchi delle riserve meccanizzate sovietiche: per un'intera settimana infuriarono aspri scontri di carri armati tra Brody e Dubno al termine dei quali i panzer ebbero la meglio; l'11. Panzer-Division si trovò anche in difficoltà e rischiò di rimanere isolata, ma rivendicò la distruzione di oltre 150 carri armati sovietici e riuscì a proseguire fino a Berdyčiv dove affrontò vittoriosamente un nuovo scontro con le unità corazzate nemiche ormai molto indebolite.

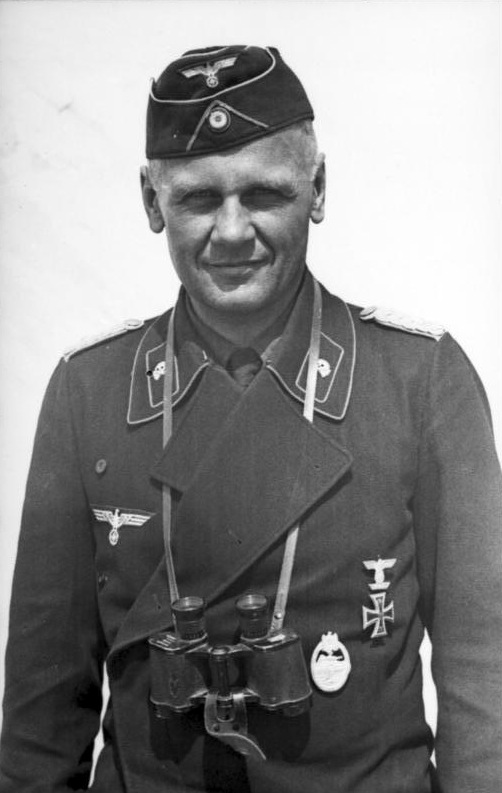
Loberstleutnant Gustav-Adolf Riebel, comandante del 15. Panzer-Regiment dell'11. Panzer-Division, durante le operazioni Marita e Barbarossa. Questo capace ufficiale sarebbe morto in azione nell'agosto 1942 durante la battaglia di Stalingrado, guidando il 24. Panzer-Regiment della 24. Panzer-Division.

Dopo questa rapida, ma duramente contrastata, avanzata iniziale, la divisione corazzata, sempre inquadrata nel XXXXVIII Panzerkorps, partecipò ancora alla chiusura della sacca di Uman' (agosto 1941) e alla successiva battaglia della sacca di Kiev, combattendo frontalmente a ovest della capitale ucraina e subendo perdite di rilievo.< Dopo la caduta di Kiev avvenuta il 26 settembre 1941 l'11. Panzer-Division venne trasferita al Gruppo d'armate Centro per rafforzare al massimo la potenza offensiva del raggruppamento tedesco destinato a marciare su Mosca (operazione Tifone). La formazione corazzata, ormai in parte logorata, venne assegnata al XXXXVI Panzerkorps del Panzergruppe 4 (generale Höppner) e contribuì, nella fase iniziale della battaglia, alla chiusura della nuova gigantesca sacca di Vjaz'ma (insieme alla 10. Panzer-Division). Sarebbe stata l'ultima grande vittoria tedesca della campagna: l'arrivo del "periodo del fango" e poi dei primi rigori invernali, la stanchezza degli uomini e l'esaurimento dei mezzi nonché il rafforzamento dell'avversario, condussero infatti al fallimento finale dell'offensiva della Wehrmacht. L'11ª Panzer, in avanzata frontale verso Mosca lungo la strada maestra di Smolensk, non riuscì a proseguire oltre i 20 chilometri di distanza dalla capitale, e dovette passare alla difensiva ripiegando lentamente durante la drammatica battaglia d'inverno, subendo pesanti perdite, ma riuscendo a evitare una sconfitta completa.

### Operazione Blu e battaglia di Stalingrado
Nel maggio 1942 l'11. Panzer-Division, dopo essere stata completamente riorganizzata e riequipaggiata (il parco carri armati ammontava a giugno a 15 Panzer II, 124 Panzer III, 13 Panzer IV e tre carri comando), venne nuovamente trasferita nel settore meridionale del fronte orientale per partecipare alla nuova offensiva tedesca dell'estate 1942 (operazione Blu); assegnata al XXIV Panzerkorps della 4. Panzerarmee e guidata da un capo di grande prestigio ed esperienza identificato nella persona del generale Hermann Balck, tra i più abili condottieri di truppe corazzate di tutta la guerra, la divisione partecipò, a partire dal 28 giugno 1942, alla prima fase dell'offensiva tedesca. Impegnata in direzione di Voronež affrontò i confusi contrattacchi delle riserve corazzate sovietiche infliggendo pesanti perdite e coprendo efficacemente il fianco alla marcia del XXXXVIII Panzerkorps in direzione del Don. Tuttavia, dopo questo primo successo, l'11ª Panzer, insieme alla 9. Panzer-Division, rimase agganciata a nord di Voronež e non partecipò alla successiva avanzata lungo il fiume in direzione di Stalingrado: a settembre, dopo essersi logorata in sterili combattimenti difensivi e nella fallita operazione Wirberwild (attacco al saliente di Suchiniči nell'agosto 1942), venne ritirata dalla prima linea e schierata nella regione di Millerovo come riserva strategica dell'OKH in vista della campagna invernale.
Il nuovo intervento della divisione corazzata venne richiesto precipitosamente nel dicembre 1942: dopo l'operazione Urano, l'accerchiamento della 6. Armee tedesca a Stalingrado e il crollo del fronte rumeno sul Don, molte formazioni di riserva vennero dirottate in questo settore per cercare di rimediare una situazione gravemente compromessa. L'11ª Panzer, sempre guidata dal generale Balck, entrò in azione sul fronte del Čir (aggregata al XXXXVIII Panzerkorps) con 75 panzer di modello recente e contribuì in modo decisivo a bloccare l'ulteriore avanzata sovietica pur senza riuscire a partecipare come inizialmente previsto (a causa delle perdite subite nell'azione difensiva) al tentativo di sblocco della 6. Armee. Per tutto l'inverno l'11. Panzer-Division (forse la migliore unità corazzata tedesca combattente) si impegnò in continui interventi di salvataggio per cercare di frenare e respingere le continue irruzioni dei corpi corazzati sovietici: sul Čir, a Tacinskaja durante l'operazione Piccolo Saturno, e a Rostov il suo contributo risultò spesso determinante. Le perdite furono pesanti e la divisione si ridusse a soli 28 carri armati il 30 gennaio 1943. Pur gravemente indebolita, la divisione partecipò ancora in febbraio-marzo 1943 alla riuscita controffensiva del feldmaresciallo von Manstein, contribuendo, dopo furiosi scontri con le valorose forze nemiche, alla riconquista di Char'kov.

### Battaglia di Kursk e l'ultimo inverno in Russia

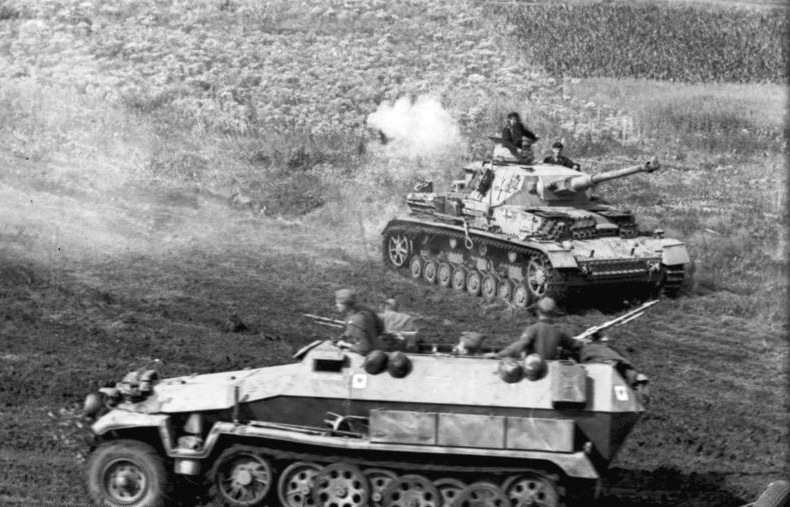
Uno Sd.Kfz. 251 e un Panzer IV probabilmente dell'11. Panzer-Division nell'estate 1943. I distintivi visibili sul semicingolato appartenevano al 110. Panzergrenadier-Regiment della divisione

La lunga pausa della primavera permise alla divisione (come a tutte le formazioni corazzate tedesche) di riorganizzarsi e riequipaggiarsi in vista della prevista nuova offensiva (operazione Cittadella); il 5 luglio 1943, data di inizio della battaglia di Kursk, l'11. Panzer-Division entrò in campo come unità posta alla destra del XXXXVIII Panzerkorps (affiancata alla 3. Panzer-Division e alla Großdeutschland), appartenente alla IV Armata corazzata del Gruppo d'armate Sud schierato sul lato meridionale del saliente sovietico. La divisione disponeva ora di 48 Panzer IV 75 mm/L48, 50 Panzer III 50 mm/L60, tre Flammpanzer (carri lanciafiamme) e 20 carri di modello più vecchio.
La battaglia contro le cinture difensive e le riserve corazzate sovietiche fu molto aspra e la divisione, nonostante il consueto slancio e valore, finì per esaurire (dopo un'avanzata di alcune decine di chilometri) la sua spinta offensiva, come del resto le altre formazioni tedesche. Dopo aver subito notevoli perdite che ridussero ad una ventina il numero di carri operativi, venne riportata nella seconda metà di luglio sulle posizioni di partenza per rimanere coinvolta, a partire dal 3 agosto, nella successiva quarta battaglia di Char'kov. Messa in difficoltà dalla pressione delle armate corazzate sovietiche, rischiò di essere accerchiata e distrutta nella sacca di Borisovka, insieme alla 19. Panzer-Division; riuscì a evitare una disfatta completa ma rimase molto indebolita e non più in grado di difendere le sue posizioni difensive. Venne quindi ritirata dal fronte per essere riequipaggiata e quindi essere dirottata più a sud per partecipare alla battaglia sulla linea del Dnepr (ottobre 1943). In questo settore del fronte orientale, l'11. Panzer-Division tornò a mostrare efficienza e combattività durante le dure e spesso disperate battaglie difensive dell'autunno/inverno 1943-1944: a Kryvyj Rih inflisse (insieme ad altre Panzerdivisionen) una grossa sconfitta alla 5ª Armata corazzata della Guardia; a Kropyvnyc'kyj combatté con grande abilità per settimane; durante la drammatica battaglia della sacca di Korsun'-Ševčenkivs'kyj partecipò fino all'ultimo ai tentativi di salvare le truppe accerchiate; a marzo 1944 rimase coinvolta nella sacca di Kam"janec'-Podil's'kyj e riuscì a sfuggire, insieme alle altre divisioni tedesche, dopo una miracolosa ritirata attraverso centinaia di km di territorio nemico.
Nella primavera 1944 la divisione, completamente esaurita da questi continui impegni operativi, venne prima riportata sul confine rumeno (regione di Iași e Chișinău) e finalmente abbandonò il fronte est per essere trasferita nella regione di Bordeaux, nel fronte occidentale, dove venne ricostituita in vista di un possibile sbarco angloamericano sulle coste francesi.

### L'impiego sul fronte occidentale fino alla resa finale
Nel giugno 1944 la reputazione della "divisione fantasma" si macchiò di un crimine di guerra: in seguito alla riconquista della cittadina di Mouleydier, passata in mano ai partigiani, 75 suoi abitanti vennero uccisi e le loro case bruciate.
Alla vigilia dell'operazione Overlord, l'11. Panzer-Division, sempre schierata nella regione di Bordeaux e ricostituita ormai con una maggioranza di reclute inesperte, disponeva di 123 mezzi corazzati (89 Panzer IV, 26 Panzer III e 8 StuG III) oltre ad alcuni nuovi Panzer V Panther, Wirbelwind e Möbelwagen. Per gran parte della battaglia di Normandia la divisione rimase in riserva in attesa di possibili nuovi sbarchi alleati e solo a metà agosto venne precipitosamente dirottata verso la regione del Rodano per coprire la Provenza. Il movimento fu troppo tardivo e lo sbarco alleato del 15 agosto 1944 ebbe pieno successo incontrando solo deboli resistenze. Giunta in ritardo, la divisione non poté ristabilire la situazione e quindi si impegnò a coprire la ritirata del grosso delle truppe tedesche verso i Vosgi. L'11ª Panzer (scesa ora a 50 carri armati) si batté bene e riuscì a ripiegare con ordine in Lorena dove durante settembre e ottobre affrontò coraggiosamente la III Armata statunitense del generale Patton che tentava di raggiungere e superare la Mosella e il Reno.

Nell'autunno 1944, assegnata al Gruppo d'armate G e raggiunta da rinforzi che la portarono ad avere 31 Panzer IV, 47 Panzer V e otto semoventi antiaerei, la formazione corazzata intervenne ancora con il compito di coprire il confine tedesco, prima di essere schierata in riserva per partecipare all'operazione Nordwind (gennaio 1945). Quest'ultima offensiva tedesca fu un fallimento e le perdite subite ridussero ulteriormente l'efficienza della divisione corazzata che, tuttavia, continuò a impegnarsi valorosamente anche a Remagen (dove combatté ridotta a 4.000 uomini e 25 carri armati. per cercare di contenere la testa di ponte statunitense.
Dopo queste ultime battaglie, l'11. Panzer-Division cominciò la ritirata finale in direzione sud-est per sfuggire alla marcia delle colonne corazzate alleate; fino all'ultimo mantenne la coesione e, assegnata ora alla VII Armata del Gruppo d'armate "G", combatté ancora in Baviera fino al 4 maggio 1945, data della sua resa alle forze americane del generale Patton. La divisione si arrese con ordine dopo un breve negoziato e consegnò anche un discreto materiale bellico oltre a una decina di panzer ancora efficienti.

## Ordine di battaglia
1940-1941: operazioni Marita e Barbarossa
- Stab (Quartier generale)
- 15. Panzer-Regiment (15º reggimento corazzato)
  - Panzer-Abteilung I (1º battaglione corazzato)
  - Panzer-Abteilung II
  - Panzer-Abteilung III
- 11. Schützen-Brigade (11ª brigata di fanteria meccanizzata)
  - 110. Schützen-Regiment (110º reggimento di fanteria meccanizzata)
  - 111. Schützen-Regiment
- 119. Artillerie-Regiment
  - Artillerie-Abteilung I
  - Artillerie-Abteilung II
  - Artillerie-Abteilung III
- 61. Kradschützen-Bataillon (61º battaglione fucilieri motociclisti)
- 231. Aufklärungs-Abteilung (231º battaglione da ricognizione motorizzato)
- 61. Panzerjäger-Abteilung (61º battaglione anticarro)
- 209. Panzer-Pionier-Bataillon (209º battaglione corazzato del genio militare)
- 341. Nachrichten-Abteilung (341º battaglione trasmissioni)
- 61. Panzer-Versorgungstruppen (unità di supporto)

1943: Stalingrado e Kursk
- Stab
- 15. Panzer-Regiment
  - Panzer-Abteilung I
  - Panzer-Abteilung II
- 110. Panzergrenadier-Regiment (110º reggimento panzergrenadier)
  - Panzergrenadier-Bataillon I
  - Panzergrenadier-Bataillon II
- 111. Panzergrenadier-Regiment
- 119. Panzer-Artillerie-Regiment
- 11. Panzer-Aufklärungs-Abteilung
- 277. Heeres-Flak-Artillerie-Abteilung (277º distaccamento FlaK dell'esercito)
- 61. Panzerjäger-Abteilung
- 209. Panzer-Pionier-Bataillon
- 89. Panzer-Divisions-Nachrichten-Abteilung
- 61. Panzer-Versorgungstruppen

1944: sul fronte occidentale
- Divisionsstab (dalla 273. Reserve-Panzer-Division)
- 15. Panzer-Regiment
  - Panzer-Abteilung I
  - Panzer-Abteilung II
- 110. Panzergrenadier-Regiment
- 111. Panzergrenadier-Regiment
- 119. Panzer-Artillerie-Regiment
- 11. Panzer-Aufklärungs-Abteilung
- 277. Heeres-Flak-Artillerie-Abteilung
- 61. Panzerjäger-Abteilung
- 209. Panzer-Pionier-Bataillon
- 89. Panzer-Divisions-Nachrichten-Abteilung
- 61. Panzer-Versorgungstruppen

## Decorazioni
Gli uomini che prestarono servizio in questa divisione e a cui venne assegnata la Croce di Cavaliere della Croce di Ferro furono 52 (compreso un caso non confermato), tra cui 4 con Fronde di Quercia e 3 con Fronde di Quercia e Spade. A 28 soldati fu assegnata la Spilla d'Oro per il combattimento corpo a corpo; 140 membri furono insigniti della Croce Tedesca d'oro e 6 con quella d'argento. Ad altri 20 fu concessa la Spilla d'Onore dell'Esercito.

Il generale Hermann Balck, a lungo comandante della 11. Panzer-Division, fu uno dei soli 27 soldati della Wehrmacht a ricevere, il 31 maggio 1944 mentre era passato al comando della IV Armata corazzata sul fronte orientale, la Croce di Cavaliere della Croce di Ferro con Fronde di Quercia, Spade e Diamanti.

## Comandanti
| Nome                                  | Grado           | Inizio           | Fine             |
| Ludwig Crüwell                        | Generalleutnant | 1º agosto 1940   | 15 agosto 1941   |
| Günther Angern                        | Oberst          | 15 agosto 1941   | 24 agosto 1941   |
| Hans-Karl von Esebeck                 | Generalmajor    | 24 agosto 1941   | 20 ottobre 1941  |
| Walter Scheller                       | Generalmajor    | 20 ottobre 1941  | 16 maggio 1942   |
| Hermann Balck                         | Oberst          | 16 maggio 1942   | 31 luglio 1942   |
| Hermann Balck                         | Generalleutnant | 1º agosto 1942   | 4 marzo 1943     |
| Dietrich von Choltitz                 | Generalleutnant | 5 marzo 1943     | 15 maggio 1943   |
| Johann Mickl                          | Generalmajor    | 15 maggio 1943   | 11 agosto 1943   |
| Wend von Wietersheim                  | Oberst          | 12 agosto 1943   | 31 ottobre 1943  |
| Wend von Wietersheim                  | Generalmajor    | 1º novembre 1943 | 24 febbraio 1944 |
| Friedrich von Hake                    | Oberst          | 25 febbraio 1944 | 30 aprile 1944   |
| Wend von Wietersheim                  | Generalleutnant | 1º maggio 1944   | 14 aprile 1945   |
| Horst Treusch von Buttlar-Brandenfels | Generalmajor    | 15 aprile 1945   | 3 maggio 1945    |
| Wend von Wietersheim                  | Generalleutnant | 3 maggio 1945    | 8 maggio 1945    |

Dati tratti da: